# Station Biffontaine
Station Biffontaine was een spoorwegstation in de Franse gemeente Biffontaine. Het werd bediend door treinen van de TER Grand Est tot de tijdelijke sluiting van de lijn in december 2018. Bij de heropening van de lijn in december 2021 werd dit station niet meer in de dienstregeling bediend.